# Give In to Me
Give In to Me ist ein Song des US-amerikanischen Popsängers Michael Jackson aus dem Album Dangerous. Der Titel wurde am 10. Februar 1993 in Europa als Nachfolgesingle von Heal the World ausgekoppelt und erreichte die Top-10 der Charts in zehn Staaten sowie Goldstatus in Australien und Neuseeland.
Der Song wurde von Michael Jackson und Bill Bottrell geschrieben. Bei dem Song wirkte Slash mit, der damals bei Guns N’ Roses spielte. In Nordamerika und Asien erschien Give In to Me nicht als Single.

## Musikvideo
Das Musikvideo wurde zwei Tage vor dem Tourstart der Dangerous World Tour am 25. Juni 1992 im Zenith München gedreht. Das Video zeigt Michael Jackson, der den Song live singt. Begleitet wurde dieser von den Gitarristen Slash (Leadgitarrist von Guns N’ Roses), Gilby Clarke (Rhythmusgitarrist von Guns N’ Roses), Muzz Skillings (Ex-Bassist von Living Colour) sowie dem Keyboarder Teddy Andreadis, der auch als Teil der Band bei der Tour dabei war. Pyrotechnik sowie Spezialeffekte in Form von Stromblitzen am Schluss des Videos wurden nachträglich per Computer beigefügt. Das Video wurde auf der DVD Dangerous The Short Films sowie in der Michael Jackson Vision DVD Collection veröffentlicht. Regisseur war Andy Morahan.

## Kommerzieller Erfolg

### Charts und Chartplatzierungen
Das Stück konnte in Neuseeland den ersten Platz für vier aufeinanderfolgende Wochen für sich beanspruchen. Außerdem erreichte Give In to Me die Top 10 in Deutschland (Platz 10), Frankreich (Platz 7), in der Schweiz (Platz 7), in Dänemark (Platz 7), in Norwegen (Platz 7) in Australien (Platz 4), in den Niederlanden (Platz 4), in Großbritannien (Platz 2) und in Irland (Platz 2). Außerdem erreichte der Titel Platz 4 in den europäischen Singlecharts und hielt sich 17 Wochen in den Top 100. In den europäischen Single-Jahrescharts des Jahres 1993 erreichte Give In to Me Platz 31.
| ChartsChartplatzierungen     | Höchstplatzierung | Wochen |
| ---------------------------- | ----------------- | ------ |
| Deutschland (GfK)            | 10 (19 Wo.)       | 19     |
| Österreich (Ö3)              | 12 (8 Wo.)        | 8      |
| Schweiz (IFPI)               | 7 (16 Wo.)        | 16     |
| Vereinigtes Königreich (OCC) | 2 (10 Wo.)        | 10     |

| ChartsJahrescharts (1993) | Platzierung |
| ------------------------- | ----------- |
| Deutschland (GfK)         | 63          |

### Auszeichnungen für Musikverkäufe
| Land/Region       | Auszeichnungen für Musikverkäufe (Land/Region, Auszeichnung, Verkäufe) | Verkäufe |
| ----------------- | ---------------------------------------------------------------------- | -------- |
| Australien (ARIA) | Gold                                                                   | 35.000   |
| Neuseeland (RMNZ) | Gold                                                                   | 5.000    |
| Insgesamt         | 2× Gold ·                                                              | 40.000   |

Hauptartikel: Michael Jackson/Auszeichnungen für Musikverkäufe

## Titelliste der Single
| 7"-Single – 9:23 1. Give In to Me (Vocal Version) – 4:43 2. Dirty Diana (Single Version) – 4:40 | CD-Single – 13:52 1. Give In to Me (Vocal Version) – 4:43 2. Dirty Diana – 4:52 3. Beat It – 4:17 |

## Besetzung
- Komposition – Michael Jackson, Bill Bottrell
- Executive Producer – Michael Jackson
- Produktion – Michael Jackson, Bill Bottrell
- Solo, Background Vocals – Michael Jackson
- Schlagzeug, E-Bass, Mellotron, Gitarre, Mix, Tontechnik – Bill Bottrell
- Gitarrensolo – Slash
- Tontechniker bei der Aufnahme des Gitarrensolos – Jim Mitchell
- Assistierender Tontechniker bei der Aufnahme des Gitarrensolos – Craig Brock